# Суперкубок Андорри з футболу 2004
Суперкубок Андорри з футболу 2004 — 2-й розіграш турніру. Матч відбувся 12 вересня 2004 року між чемпіоном і володарем кубка Андорри клубом Санта-Колома та фіналістом кубка Андорри клубом Сан-Жулія. 
| Володар Суперкубка Андорри 2004 |
| ------------------------------- |
|                                 |
| Сан-Жулія Перший титул          |

## Матч

### Деталі
| 12 вересня 2004 |

| Санта-Колома     | 1:2      | Сан-Жулія                            |
| ---------------- | -------- | ------------------------------------ |
| Волкер 1' (пен.) | Протокол | Герард Родрігес 61' (пен.) Веріс 69' |

| Комуналь д'Айшовалль, Айшовалль |